# Le Jet de sang
Le Jet de sang est une œuvre d'André Masson peinte en 1936 en Espagne où il a vécu de 1934 à 1937. 

## Contexte
Il a  assisté à des corridas à Madrid en mars 1934, Barcelone  en juin 1935, et après la guerre d'Espagne, il a suivi d'autres courses  de taureaux avec Michel Leiris. Très torturé par l'atmosphère violente de la guerre civile espagnole, Masson a produit des œuvres dramatiques sur le thème de la tauromachie.

## Description
Le Jet de sang est sans doute le tableau le plus macabre de Masson. On n'y voit pas le public de l'arène, ni l'arène elle-même, à peine suggérée par un demi cercle brun et rouge. Au milieu du ruedo, un squelette avec une faux annonçant la mort, se tient derrière un cheval soudain humanisé avec des jambes et un sexe bien visible, qui se fait encorner par le taureau, comme si le matador prenait la place de la bête qui va mourir. Au premier plan, un subalterne maladroit tente d'intervenir à la cape, mais il est trop loin de la scène pour être efficace. C'est une allégorie de l'impuissance de l'homme devant la violence déchaînée, qui rappelle les violences de la guerre civile.

## À lire, à voir